# Дакалевка
Дакалевка (укр. Дакалівка) — село,
Устивицкий сельский совет,
Великобагачанский район,
Полтавская область,
Украина.
Код КОАТУУ — 5320285303. Население по данным 1987 года составляло 10 человек.

## Географическое положение
Село Дакалевка находится на берегу реки Вовнянка,
выше по течению примыкает село Михайловка,
ниже по течению на расстоянии в 2,5 км расположено село Устивица.
На реке несколько запруд.